# Acalypha lancetillae
Acalypha lancetillae là một loài thực vật có hoa trong họ Đại kích. Loài này được Standl. mô tả khoa học đầu tiên năm 1929.